# Mario Beaulieu (homme politique, 1930)
Pour les articles homonymes, voir Beaulieu et Mario Beaulieu.
Ne doit pas être confondu avec Mario Beaulieu (homme politique, 1959).
Mario Beaulieu, né le 1er février 1930 et mort le 12 octobre 1998, est un notaire québécois, homme politique et sénateur du Canada.

## Biographie

### Jeunesse
Né à Plantagenet, en Ontario, fils de Henri de Montpellier Beaulieu et de Berthe Lalonde, il fait ses études à l'École Saint-Jean-de-Brébeuf, au Collège Saint-Ignace, au Collège Sainte-Marie et à l’Université de Montréal et il est admis à la Chambre des notaires du Québec en 1956.

### Député
Il est défait comme candidat de l’Union nationale dans le district de Montréal-Laurier par René Lévesque en 1962. Il dirige la campagne électorale de l'Union nationale en 1966 ; il devient chef de cabinet du premier ministre du Québec Daniel Johnson de 1966 à 1968, puis directeur général de l’Union nationale en 1968. Il est élu député du district de Dorion à l’élection partielle du 3 mars 1969.

### Ministre
Dans le cabinet du premier ministre Jean-Jacques Bertrand, il occupe plusieurs fonctions ministérielles, dont celles de l’Immigration (1969-1970), des Institutions financières, Compagnies et Coopératives (1969) et des Finances (1969-1970). Il est défait aux élections générales québécoises de 1970, et défait aussi à la direction du parti de l’Union nationale en 1971.

### Sénateur
En 1984, il est coprésident de la campagne du Parti progressiste-conservateur du Canada au Québec, puis président de la campagne de 1988. Le 30 août 1990, le Premier ministre du Canada Brian Mulroney le nomme au Sénat du Canada, représentant la division sénatoriale canadienne De la Durantaye, au Québec. Il démissionne de son poste le 21 juin 1994,.

## Ouvrages
- « La victoire du Québec », Montréal : Leméac, 1971, 150 p.
- « Daniel Johnson tel que je l'ai connu : témoignage », in : Daniel Johnson, rêve d'égalité et projet d'indépendance, sous la direction de Robert Comeau, Michel Lévesque et Yves Bélanger. Sillery : Presses de l'Université du Québec; 1991. p. [5]-9.
- « Les 10 plus grands mythes sur le français au Québec», in : Action nationale, 90:7-17 juin 2000.

## Fonds d’archives
Bibliothèque et archives nationales du Québec :
- P669 : Film relatant la dernière campagne électorale de Jean-Jacques Bertrand, dans lequel apparaît Beaulieu, le fonds Jean-Jacques Bertrand, 1937-1971.
- P729 : films et enregistrements audiovisuels dans lesquels apparaît Beaulieu la collection Jean Valois, 1962-1985.